# Извержение Везувия (79)
В 79 году н. э. произошло одно из самых катастрофических извержений вулкана Везувий близ Неаполя.
В результате этого катаклизма погибли несколько тысяч жителей римских городов Помпеи, Геркуланума, Оплонтиса и Стабии и нескольких небольших селений и вилл, располагавшихся у самого подножия вулкана. Везувий породил гигантское раскалённое облако из камней, пепла и дыма высотой до 33 км, выделив при этом тепловую энергию, многократно превосходящую ту, которая выделилась при взрыве атомной бомбы над Хиросимой.
Систематические раскопки в Помпеях начались в 1860 году, тогда же исследователями были найдены 40 погребённых под пеплом тел жителей города. Историки обнаружили, что окрестности Везувия были уничтожены пирокластическими потоками. Плиний Младший, древнеримский политический деятель и писатель, был свидетелем случившегося и описал это в своих заметках:
…«огромное чёрное облако быстро надвигалось…из него то и дело вырывались длинные, фантастические языки пламени, напоминающие вспышки молний, только намного бо́льшие»…
Его дядя, Плиний Старший, чтобы лучше наблюдать грозное явление природы, подошёл на судне слишком близко к месту катастрофы и в Стабиях уже на суше пал жертвой своей любознательности и стремления помочь людям, отравившись серными испарениями.
В процессе раскопок погибших городов выяснилось, что в городах всё сохранилось в первозданном виде. Под многометровой толщей пепла были найдены улицы, дома с полной обстановкой, останки людей и животных, которые не успели спастись. Из 20 тыс. жителей Помпей в зданиях и на улицах погибло около 2 тыс. человек. Большая часть жителей покинула город до катастрофы, однако останки погибших находят и за пределами города. Поэтому точное число погибших оценить невозможно.

## Характеристика извержения
По существующим оценкам, в Помпеях и Геркулануме из-за обильного выпадения пепла и гидротермальных пирокластических потоков, температура которых доходила до 700 °C, погибли около 16 тыс. человек. Предшествующее извержение Везувия, произошедшее в бронзовом веке, выбросило около 0,32 км³ белой пемзы во время первой фазы извержения («фаза белой пемзы»), в то время как второй, более сильный взрыв вулкана поднял эруптивную колонну на высоту 31 километр и изверг 1,25 км³ серой пемзы («фаза серой пемзы»); извержение 79 года выбросило порядка 3 км³ тефры, которая дождём выпала на Помпеи, засыпав город многометровым слоем. Сила извержения была такова, что пепел от него долетал даже до Египта и Сирии.

### Стратиграфические исследования

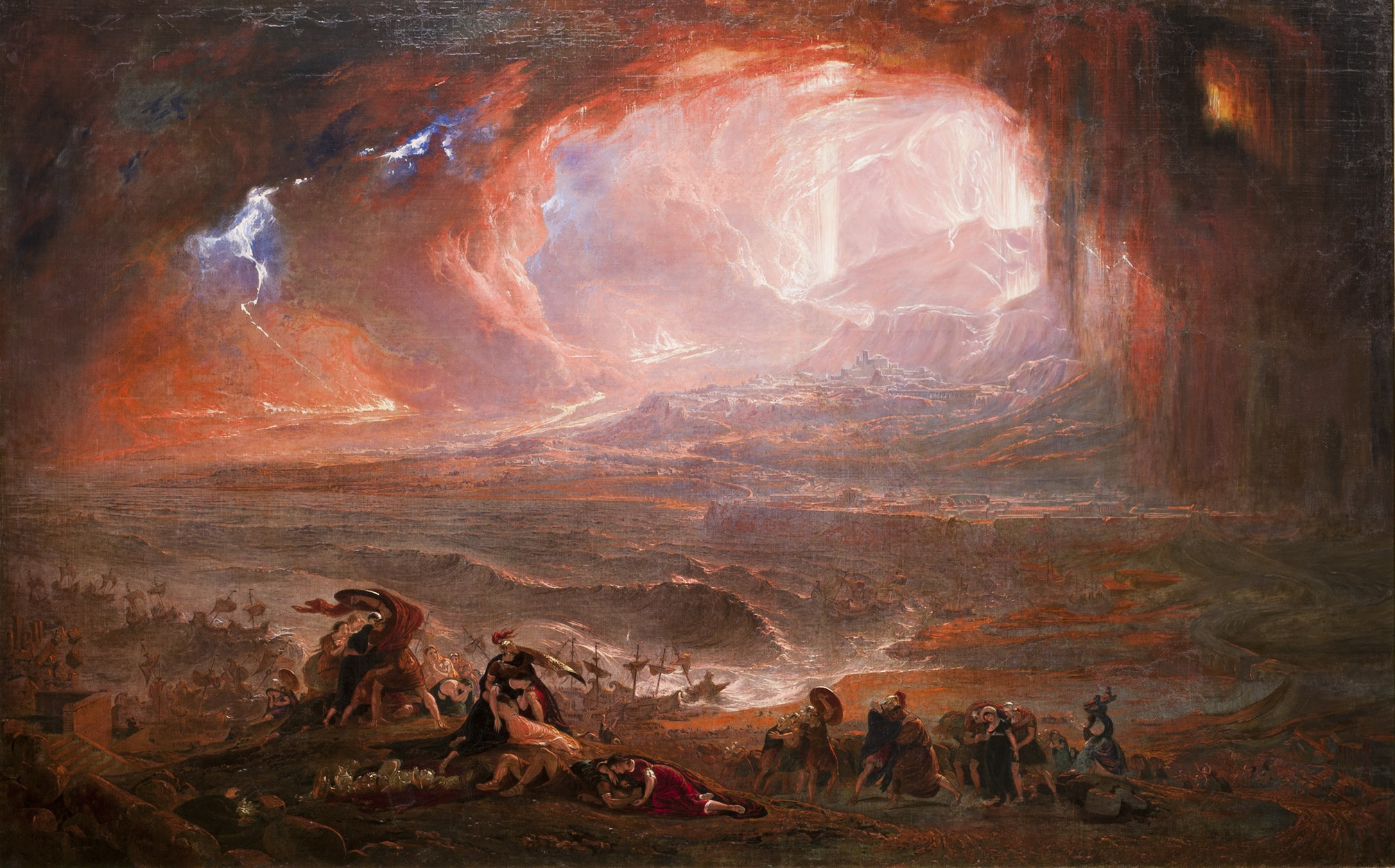
«Разрушение Помпеи и Геркуланума». Картина Джона Мартина, около 1821 года

Реконструкции извержения Везувия и его последствий значительно различаются в деталях, но имеют одни и те же общие черты. Оно происходило в два этапа. Первый — плинианское извержение, начавшееся примерно в 13 ч и длившееся восемнадцать-двадцать часов; из огромного столба, выброшенного Везувием на высоту от 15 до 30 км, падали пепел и пемза, покрывая местность, после чего сошли пирокластические потоки, преодолевшие большое расстояние и почти дошедшие до римского города Мизена. В это время люди спасались бегством. Второй этап — пелейское извержение: примерно ночью или в начале следующего дня образовались новые пирокластические потоки в непосредственной близости от вулкана, два из которых обрушились на Помпеи. Потоки глубиной 1,8 м были стремительными, плотными и очень горячими, полностью или частично снося все строения на своем пути, испепеляя или удушая оставшееся население и изменяя ландшафт, в том числе береговую линию. Они сопровождались дополнительными легкими толчками и слабым цунами в Неаполитанском заливе. К вечеру второго дня извержение закончилось, оставив в атмосфере только дымку, заслоняющую солнечный свет. Оплонтис, городок неподалёку от Помпей, и Геркуланум были похоронены под слоем мелкого пепла и пирокластических отложений толщиной до 20 м.
Стратиграфические исследования извержения Везувия в бронзовом веке и в 79 году позволили выдвинуть предположение о грядущем извержении вулкана. После извержения 1944 года Везувий пребывает в относительно спокойном состоянии. Учёные предположили, что чем дольше вулкан неактивен, тем сильнее будет следующее его извержение, которое может быть особенно опасным для густонаселённого района вокруг Везувия.

## Дата извержения
Традиционно историческая наука относила извержение к 24 августа 79 года, что основывалось на сведениях «Писем» Плиния Младшего. Эта датировка длительное время не подвергалась сомнению. Однако археологи, занимаясь созданием гипсовых отливок тел, погребённых под слоем пепла, обратили внимание на то, что одежды погибших были сделаны из плотной, толстой ткани, не соответствующей жаркому августу. Также было установлено, что трагические события произошли, когда был завершён сбор урожая винограда, гранатов, грецких орехов и рябины, которые не могли созреть в августе.
В 2018 году в одной из комнат так называемого «Дома с садом» была обнаружена надпись углём с датой «16-й день до ноябрьских календ» — дня, который обозначал первый день нового месяца, то есть речь идёт о 17 октября. Считается, что в комнате шёл ремонт, который закончили в двух других помещениях дома. Таким образом, надпись, возможно, была сделана за неделю до трагедии, которая, вероятно, произошла 24 октября, а не августа. В пользу этой версии говорит и тот факт, что такой недолговечный материал, как древесный уголь, не мог бы сохраниться на стене с предыдущего года.

## Извержение Везувия в культуре

«Последний день Помпеи», картина русского художника Карла Брюллова, 1833

В 1822 году картину «Разрушение Помпей и Геркуланума» (англ. The Destruction of Pompeii and Herculaneum) размером 2,5 м на 1,6 м написал английский художник Джон Мартин. На картине представлен вид на катастрофу из Стабий. На картине можно увидеть храм Юпитера и амфитеатр в Помпеях. Среди людей на переднем плане художник изобразил умирающего Плиния Старшего. Картина, находившаяся в подвале галереи Тейт, была повреждена во время лондонского наводнения в январе 1928 года, а затем долгие годы считалась потерянной, но была найдена в 1970-е годы вместе с картиной Поля Делароша «Казнь Джейн Грей» и позднее отреставрирована.
Извержению Везувия посвящена картина Карла Брюллова «Последний день Помпеи», написанная в 1830—1833 годах. Брюллов посетил Помпеи в 1828 году, сделав много набросков для будущей картины про известное извержение вулкана Везувий в 79 году н. э. и разрушения города Помпеи близ Неаполя. Полотно выставлялось в Риме, где получило восторженные отклики критиков, и было переправлено в Парижский Лувр. Эта работа стала первой картиной художника, вызвавшей такой интерес за рубежом. Сэр Вальтер Скотт назвал картину «необычной, эпической».
О вулкане писал Александр Пушкин. Его стихотворение «Везувий зев открыл…», вероятно, возникло под впечатлением картины Брюллова «Последний день Помпеи».
Об извержении Везувия было снято несколько фильмов, например, «Последние дни Помпеи» (итал. Gli ultimi giorni di Pompeii) 1926 года, «Помпеи» 2014 года, а также один из эпизодов фантастического телесериала «Доктор Кто».
Вокруг извержения вулкана разворачиваются события в рассказе немецкого писателя-фантаста Рольфа Крона «Сыны огня» (Die Söhne des Feuers) из сборника рассказов «Встреча в тумане» (Begegnung im Nebel, 1985).
В романах английских писателей Эдуарда Булвер-Литтона «Последние дни Помпеи» 1884 года и Роберта Харриса «Помпеи» 2003 года описывается извержение Везувия.